# Chiara Mastalli
Chiara Mastalli (Roma, 2 de agosto de 1984) es una actriz italiana de cine y televisión. Inició su carrera a comienzos de la década de 2000 en la serie Sei forte maestro (2000) y en el largometraje Ten Minutes Older (2001). Obtuvo reconocimiento por interpretar el papel de Eirene en la popular serie de televisión Roma, apareciendo en ambas temporadas.

## Filmografía

### Cine
- Ten Minutes Older: The Cello (2001)
- Tre metri sopra il cielo (2003)
- Uomini Donne Bambini e Cani (2003)
- Notte prima degli esami (2005)
- Notte prima degli esami - Oggi (2007)

### Televisión
- Sei forte maestro (2000)
- Carabinieri (2002)
- Casa famiglia (2002)
- Padri e Figli (2003)
- Il Maresciallo Rocca 5 (2005)
- Simuladores (2005)
- Roma (2005)
- L'amore spezzato (2005)
- Codice rosso (2005)
- I Liceali 2 (2009)